# Pilis–Alpári-homokhát
A Pilis–Alpári-homokhát az Alföld tájegység része. Észak-északkeletről a Monor–Irsai-dombság és a Gerje–Perje-sík határolja. Keletről a Dél-Tisza-völgy, míg délnyugat-nyugat felől a Pesti-síkság, a Kiskunsági-homokhát és a Kiskunsági löszös hát kistérségek.
Az 1250 km²-en elterülő Pilis–Alpári-homokhát tengerszint feletti magassága 85 és 146 méter között változik. Jellemzően a környékbeli kistérségekre, hullámos síkság, de talajtani jellemzője, hogy igen nagy részben (40%) humuszos homokból áll. Ennek megfelelően őshonos növényzetét tekintve homokhátságra jellemző homoki sztyepperétek, sztyeppecserjések, kis mértékben zárt kocsányos tölgyesek és cserjés erdőszegélyek alkotják. Napjainkban nagyrészt mezőgazdasági művelés alá vont területein főként őszi árpát, kukoricát, lucernát, takarmányrépát termesztenek.